# Erbé
Pour les articles homonymes, voir Erbe.
Erbé est une commune italienne de la province de Vérone, dans la région Vénétie.

## Administration
| Période                                  | Période | Identité | Étiquette | Qualité |
| ---------------------------------------- | ------- | -------- | --------- | ------- |
|                                          |         |          |           |         |
| Les données manquantes sont à compléter. |         |          |           |         |

### Hameaux
nessuna

### Communes limitrophes
Castelbelforte, Isola della Scala, Nogara, Sorgà, Trevenzuolo